# Správní obvod obce s rozšířenou působností České Budějovice
Správní obvod obce s rozšířenou působností České Budějovice je od 1. ledna 2003 jedním ze tří správních obvodů rozšířené působnosti obcí v okrese České Budějovice v Jihočeském kraji. Čítá 79 obcí.
Města České Budějovice, Hluboká nad Vltavou, Lišov a Zliv jsou obcemi s pověřeným obecním úřadem.

## Seznam obcí
Poznámka: Města jsou vyznačena tučně, městyse kurzívou.
- Adamov
- Borek
- Borovnice
- Boršov nad Vltavou
- Bošilec
- Branišov
- Břehov
- Čakov
- Čejkovice
- České Budějovice
- Dasný
- Dívčice
- Dobrá Voda u Českých Budějovic
- Doubravice
- Doudleby
- Drahotěšice
- Dříteň
- Dubičné
- Dubné
- Dynín
- Habří
- Heřmaň
- Hlavatce
- Hlincová Hora
- Hluboká nad Vltavou
- Homole
- Hosín
- Hradce
- Hrdějovice
- Hůry
- Hvozdec
- Chotýčany
- Jankov
- Jivno
- Kamenný Újezd
- Komařice
- Kvítkovice
- Ledenice
- Libín
- Libníč
- Lipí
- Lišov
- Litvínovice
- Mazelov
- Mokrý Lom
- Mydlovary
- Nákří
- Nedabyle
- Neplachov
- Nová Ves
- Olešník
- Pištín
- Planá
- Plav
- Radošovice
- Roudné
- Rudolfov
- Římov
- Sedlec
- Srubec
- Staré Hodějovice
- Strážkovice
- Strýčice
- Střížov
- Ševětín
- Štěpánovice
- Úsilné
- Včelná
- Vidov
- Vitín
- Vlkov
- Vrábče
- Vráto
- Záboří
- Zahájí
- Závraty
- Zliv
- Zvíkov
- Žabovřesky

## Obyvatelstvo
| Rok  | Obyv.   | ± %     |
| ---- | ------- | ------- |
| 1869 | 66 486  | —       |
| 1880 | 76 804  | +15,5 % |
| 1890 | 83 358  | +8,5 %  |
| 1900 | 97 716  | +17,2 % |
| 1910 | 110 760 | +13,3 % |

| Rok  | Obyv.   | ± %    |
| ---- | ------- | ------ |
| 1921 | 113 923 | +2,9 % |
| 1930 | 114 642 | +0,6 % |
| 1950 | 103 160 | −10 %  |
| 1961 | 111 901 | +8,5 % |
| 1970 | 121 563 | +8,6 % |

| Rok  | Obyv.   | ± %     |
| ---- | ------- | ------- |
| 1980 | 135 535 | +11,5 % |
| 1991 | 144 280 | +6,5 %  |
| 2001 | 147 795 | +2,4 %  |
| 2011 | 154 588 | +4,6 %  |
| 2021 | 164 450 | +6,4 %  |